# Artūrs Strautiņš
Artūrs Strautiņš (Jūrmala, 23 ottobre 1998) è un cestista lettone di formazione italiana, di ruolo ala piccola.